# Hồi giáo
Hồi giáo hay còn gọi là đạo Hồi hay là đạo Islam (tiếng Ả Rập: الإسلام, đã Latinh hoá: al-ʾIslām) là một tôn giáo khởi nguồn từ Abraham, độc thần, dạy rằng chỉ có một Thiên Chúa (Allah) và Muhammad là sứ giả của Thiên Chúa. Đây là tôn giáo lớn thứ hai thế giới với hơn 2 tỷ người theo đạo Hồi, tương đương 25% dân số thế giới và họ thường được gọi là người Hồi giáo. Hồi giáo chiếm phần lớn dân số ở 50 quốc gia. Hồi giáo dạy rằng Thiên Chúa là lòng thương xót, Đấng Toàn năng và Duy nhất, và Chúa đã hướng dẫn loài người qua các sứ giả, thánh thư được tiết lộ và các dấu hiệu tự nhiên. Kinh sách chính của Hồi giáo là Kinh Qur'an (Cô-ran), được người Hồi giáo xem là lời nguyên văn của Thiên Chúa, và các giáo lý và ví dụ quy phạm (được gọi là sunnah, bao gồm các ghi chép được gọi là hadith) của Muhammad (570 – 8 tháng 6 632).
Người Hồi giáo tin rằng Hồi giáo là phiên bản hoàn chỉnh và phổ quát của một đức tin nguyên thủy đã được tiết lộ nhiều lần trước đây thông qua các tiên tri bao gồm Adam, Abraham, Moses và Jesus. Người Hồi giáo coi Kinh Qur'an trong tiếng Ả Rập gốc của nó là sự mặc khải không thay đổi và cuối cùng của Thiên Chúa. Giống như các tôn giáo Abraham khác, Hồi giáo cũng dạy về một ngày phán xử cuối cùng với người tốt sẽ được lên thiên đường và người xấu sẽ bị trừng phạt tại địa ngục. Các khái niệm và thực hành tôn giáo bao gồm Năm trụ cột Hồi giáo, là những hành vi tôn giáo bắt buộc và tuân theo luật Hồi giáo (sharia), ảnh hưởng đến hầu hết mọi khía cạnh của cuộc sống và xã hội, từ ngân hàng và phúc lợi cho phụ nữ và môi trường. Các thành phố Mecca, Medina và Jerusalem là nơi có ba địa điểm linh thiêng nhất trong đạo Hồi.
Bên cạnh những câu chuyện mang tính thần học, Hồi giáo được lịch sử cho là có nguồn gốc từ đầu thế kỷ thứ 7 sau CN tại Mecca, và đến thế kỷ thứ 8 các vua Nhà Omeyyad kéo dài từ Iberia ở phía tây đến Sông Indus ở phía đông. Thời đại hoàng kim Hồi giáo đề cập đến thời kỳ truyền thống có niên đại từ thế kỷ thứ 8 đến thế kỷ 13, trong thời đại Abbasid Caliphate, khi phần lớn thế giới Hồi giáo trong lịch sử đang trải qua thời kỳ hưng thịnh về khoa học, kinh tế và văn hóa. Sự mở rộng của thế giới Hồi giáo liên quan đến nhiều caliphate khác nhau, như Đế chế Ottoman, thương nhân và việc chuyển đổi sang Hồi giáo bằng các hoạt động truyền giáo (dawah).
Hầu hết người Hồi giáo là thuộc một trong hai giáo phái; Sunni (85-90%) hoặc Shia (10-15%). Khoảng 13% người Hồi giáo sống ở Indonesia, quốc gia đa số Hồi giáo lớn nhất; 31%  người Hồi giáo sống ở Nam Á, dân số Hồi giáo lớn nhất thế giới; 20% tại Trung Đông, Bắc Phi, nơi đây là tôn giáo thống trị; và 15% ở châu Phi cận Sahara. Các cộng đồng Hồi giáo có quy mô cũng được tìm thấy ở Châu Mỹ, Kavkaz, Trung Á, Trung Quốc, Châu Âu, Đông Nam Á lục địa, Philippines và Nga. Hồi giáo là tôn giáo lớn phát triển nhanh nhất trên thế giới.
Phong trào Darul Islam (دار الإسلام - Ngôi nhà Hồi giáo) tố cáo nhà nước phân biệt đối xử với Hồi giáo và khoan dung hơn với các cộng đồng thiểu số. Darul Islam nổi loạn đòi thành lập nhà nước Hồi giáo tại Indonesia và đã bị đàn áp. Đến năm 1962, tổ chức này bị quân đội xóa sổ.
Đến cuối thập niên 1990, xung đột bạo lực gia tăng trở lại chủ yếu do nhóm khủng bố Hồi giáo Jemaah Islamiyah (Cộng đồng Hồi giáo) có liên hệ với Al Qaeda thực hiện. Chúng tuyên bố phát động "thánh chiến". Đối tượng bị tấn công nhiều nhất là người Indonesia gốc Hoa và giáo dân Thiên Chúa giáo.

## Các tên gọi và cụm từ liên quan

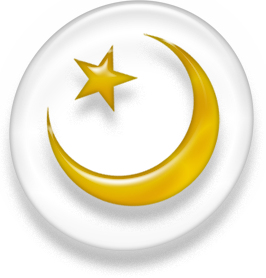
Biểu tượng của Hồi giáo được thế giới biết đến

## Giáo lý

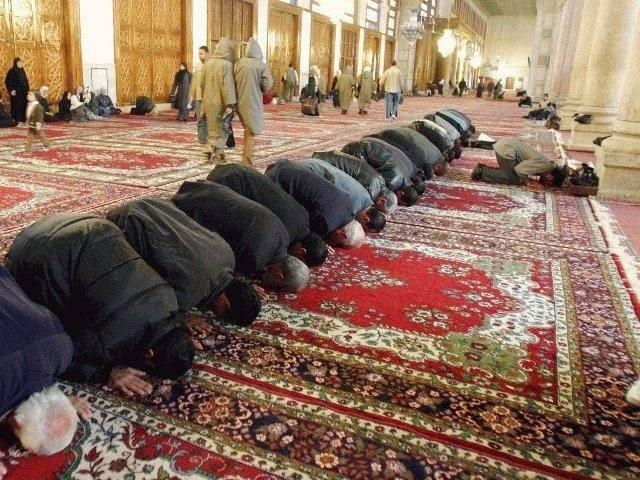
Tín đồ Islam lễ bái

## Sự phân chia Hồi giáo

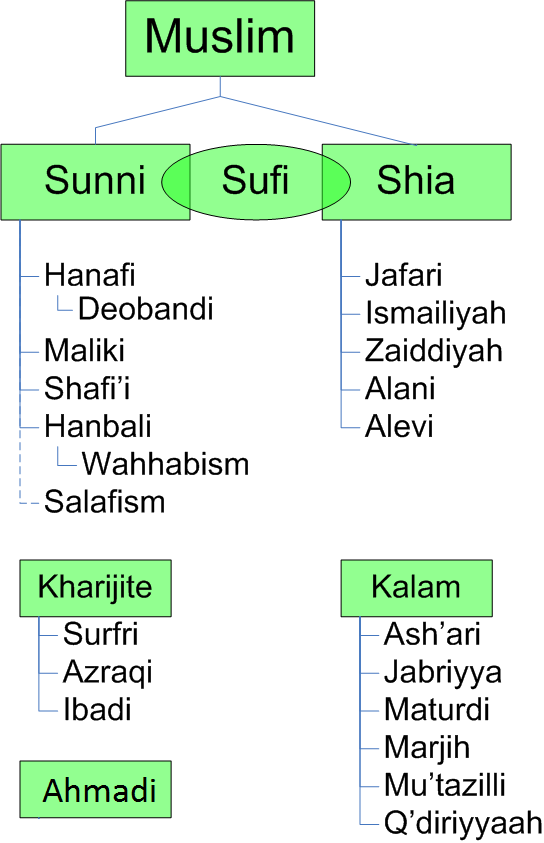
Các nhánh của Hồi giáo

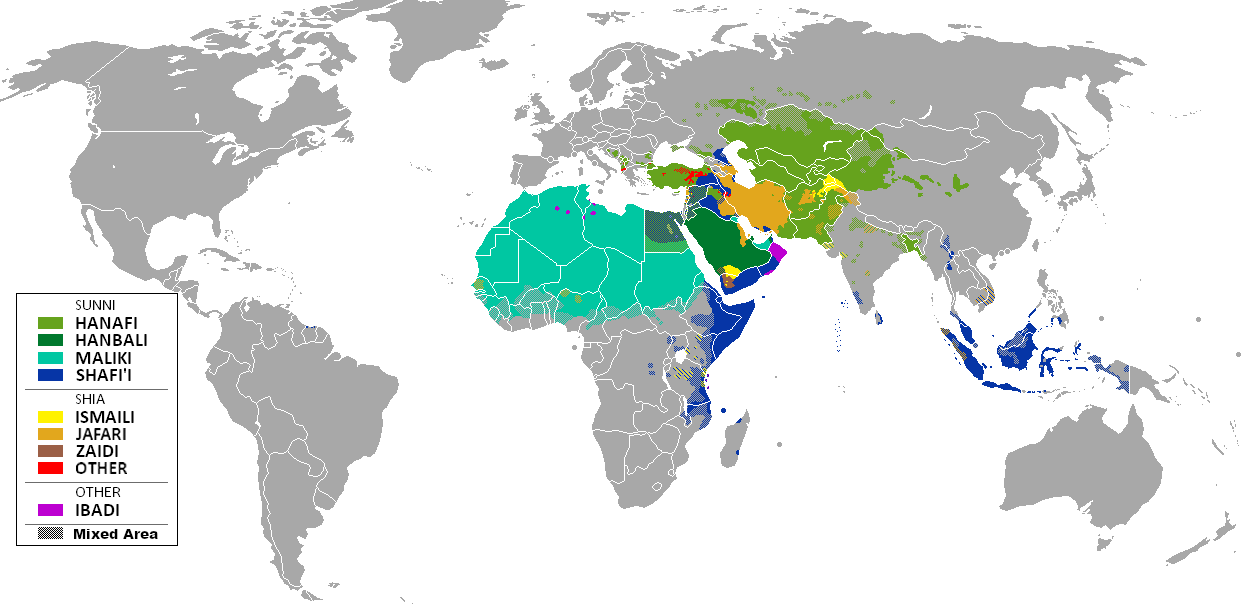
Phân bố của các nhánh Hồi giáo

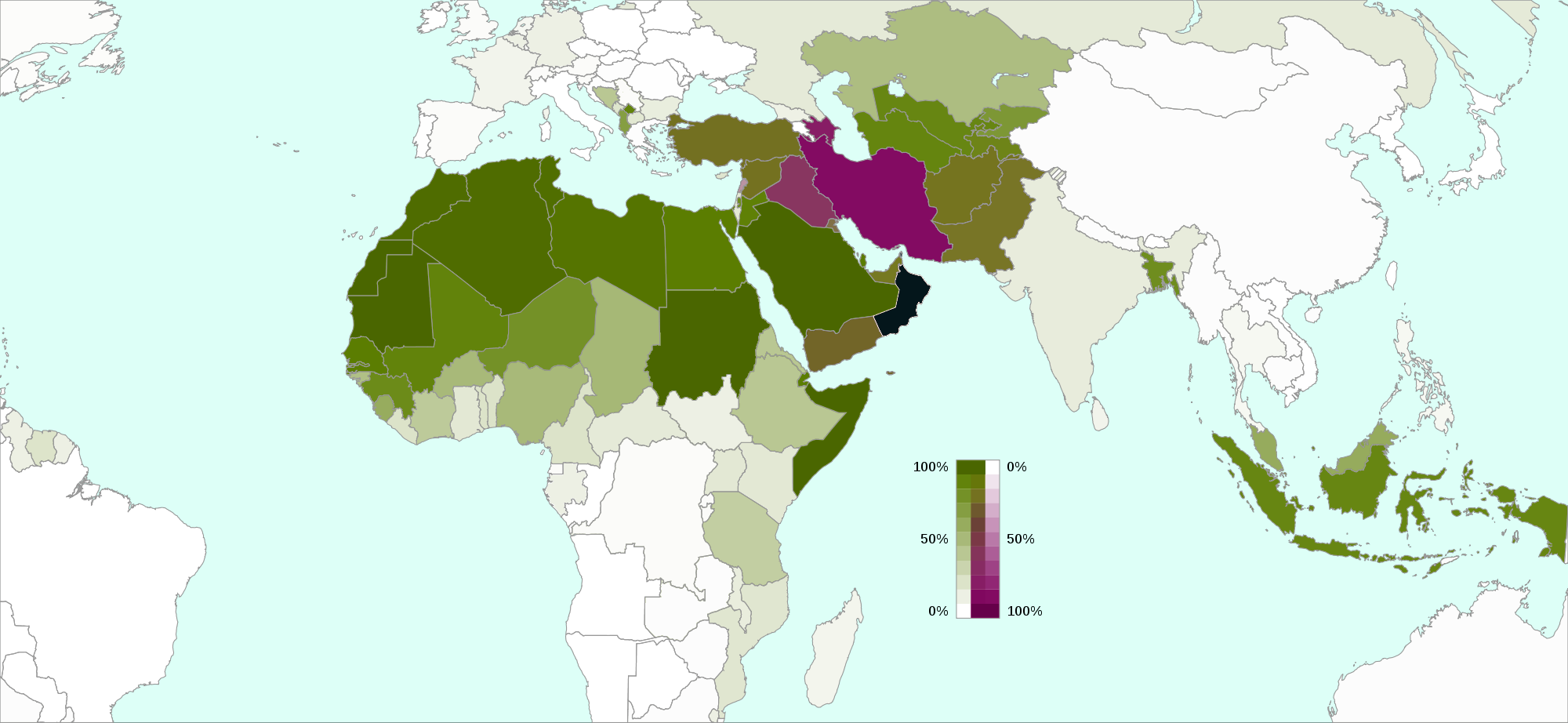
Các quốc gia Hồi giáo: hệ phái Shia màu đỏ; hệ phái Sunni màu lục

## Thánh địa Mecca

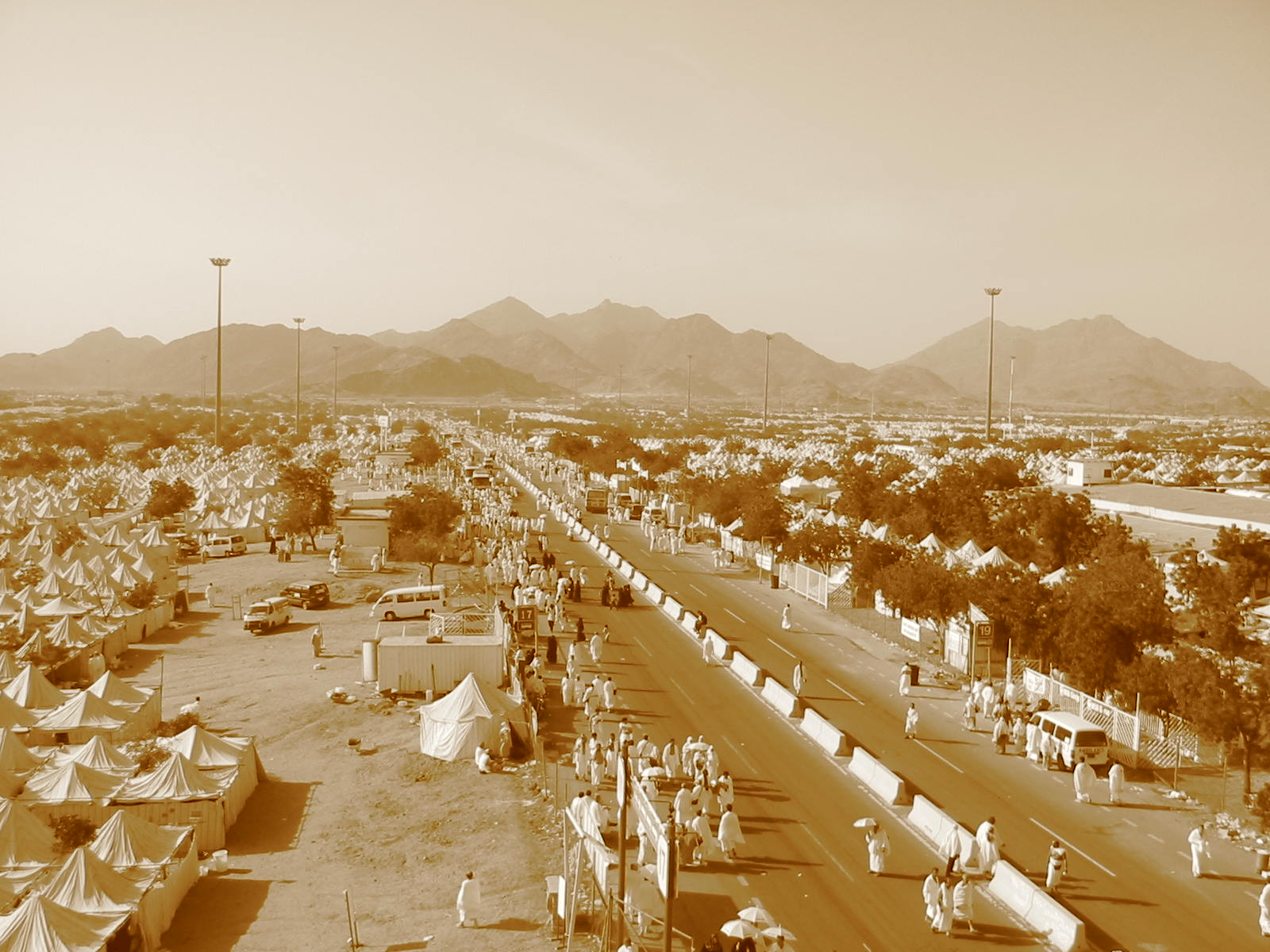
Hành hương tại Mecca, Ả Rập Saudi
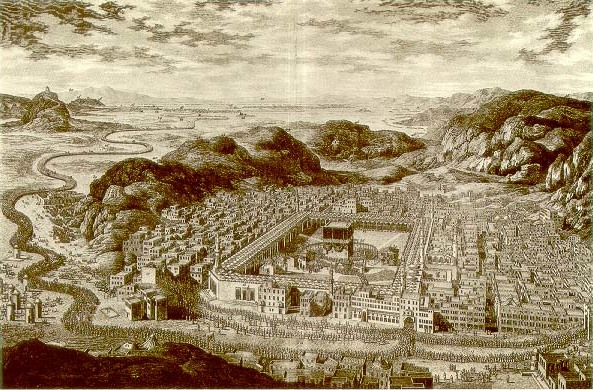
Thánh địa Mecca năm 1850
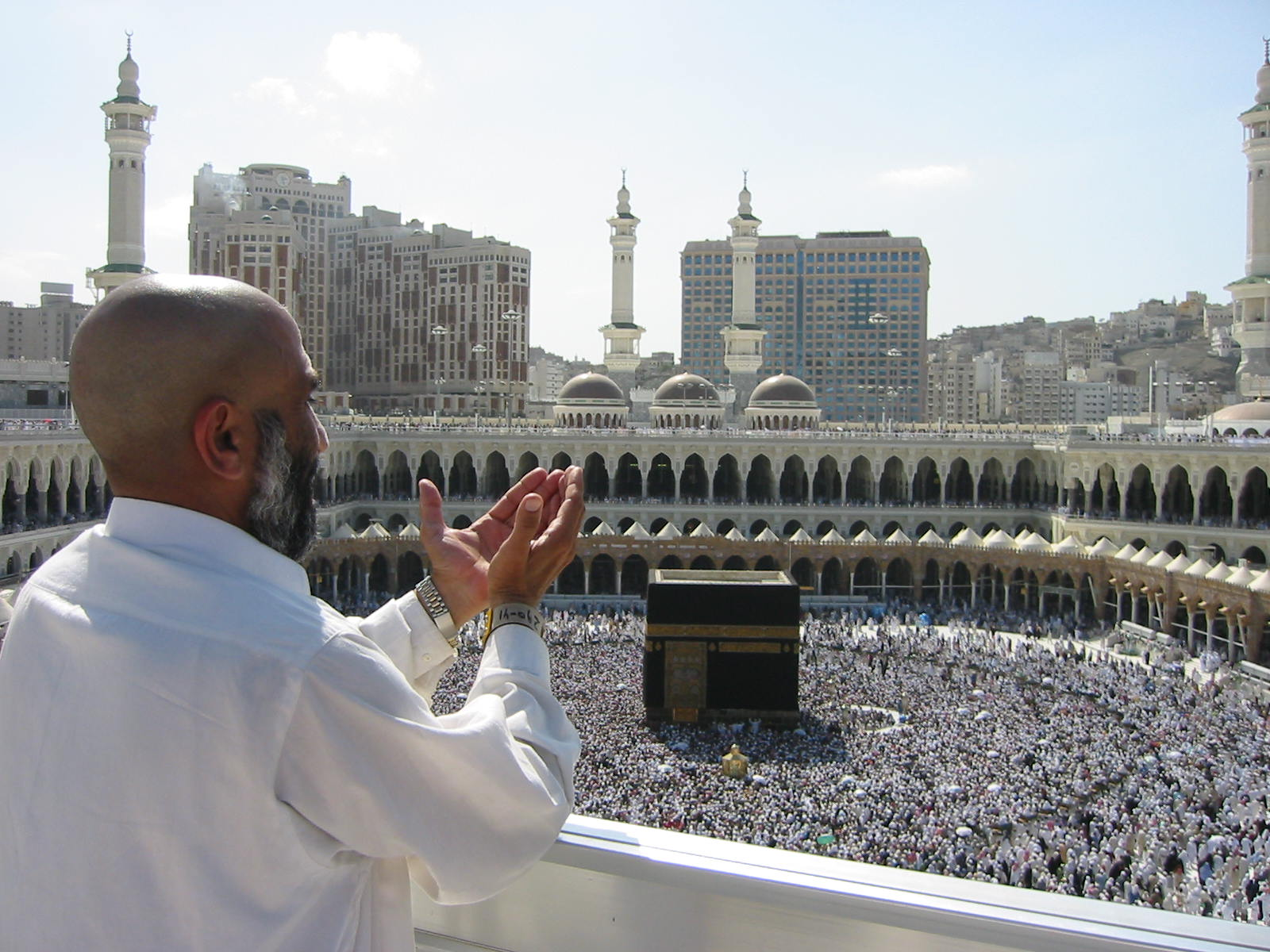
Tín đồ đi lễ quanh đền Kaaba

## Chỉ trích

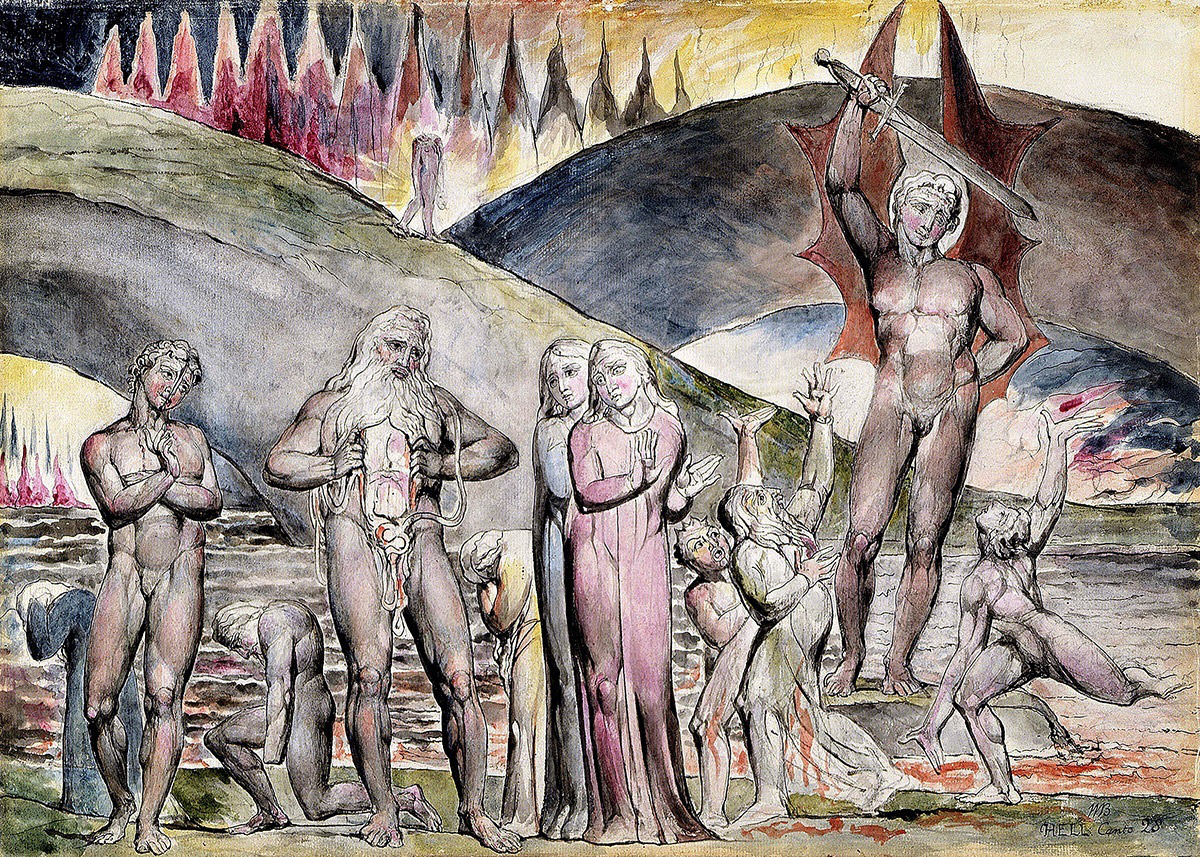
Bức tranh minh họa Inferno (thế kỷ 19) của William Blake cho thấy Muhammad đang phanh ngực đã bị một con quỷ rạch đôi để tượng trưng cho vai trò của ông là một " tiên tri giả ".

## Các quốc gia có số dân theo Hồi giáo

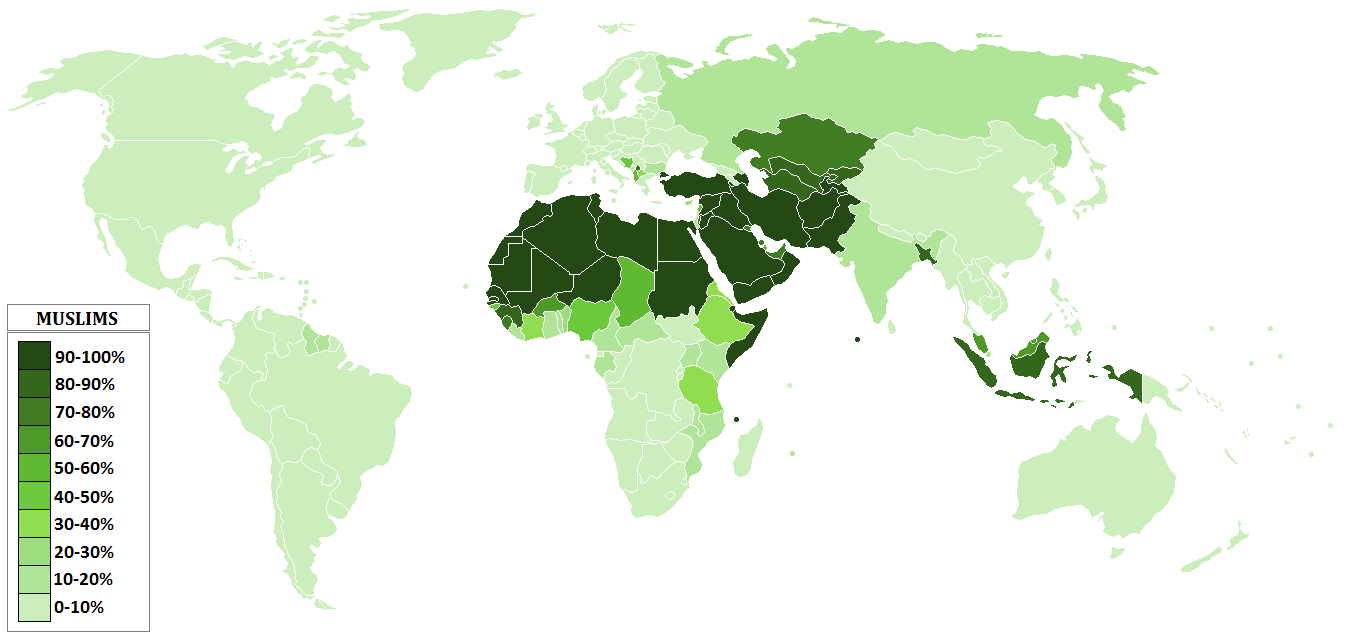
Tỷ lệ dân mỗi nước theo đạo Hồi